# Prix Louis-Jeantet pour la Médecine

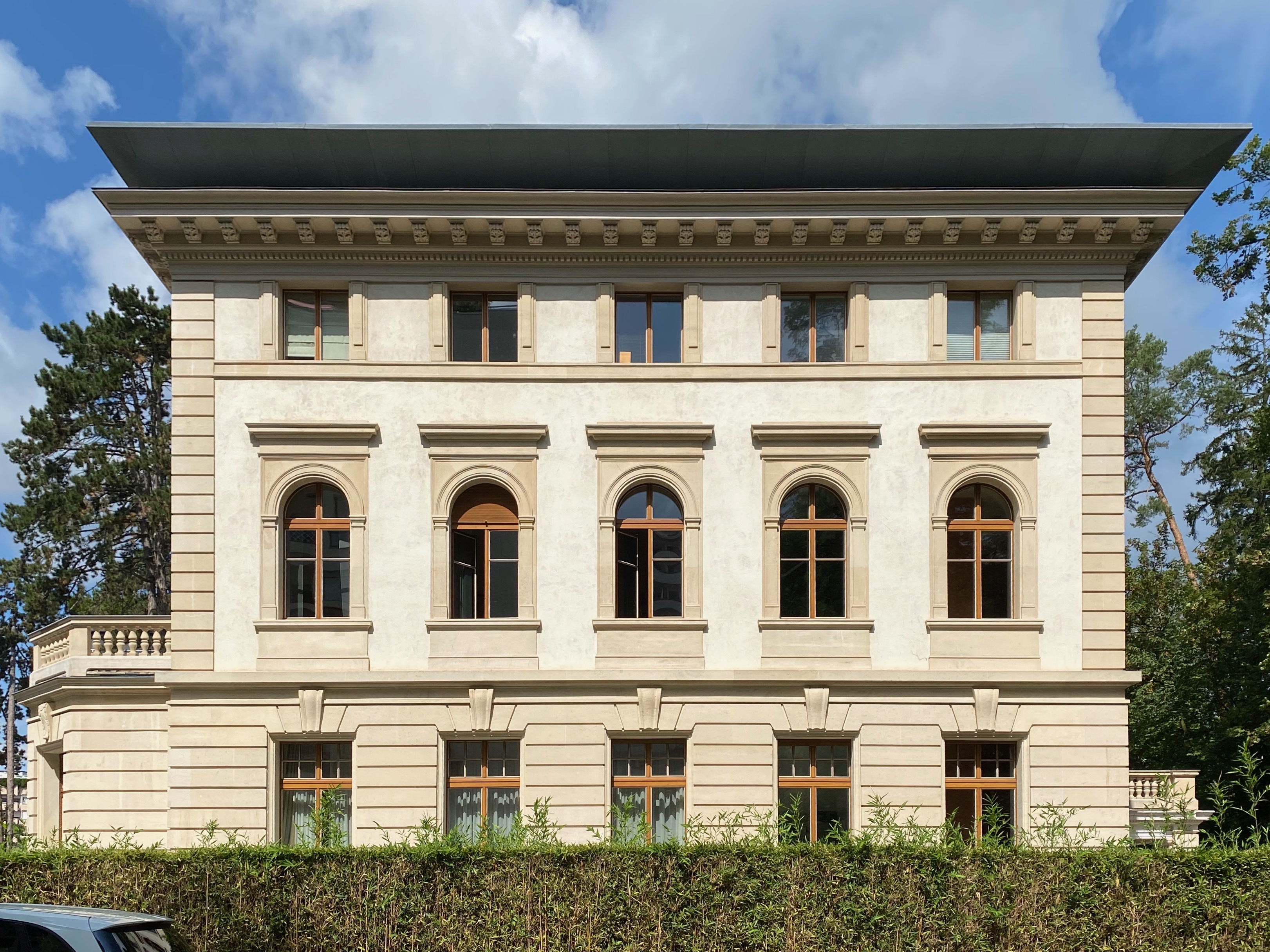
La Fondation Louis-Jeantet à Genève, Suisse.

Inaugurés en 1986, les prix Louis-Jeantet sont décernés chaque année par la Fondation Louis-Jeantet à des chercheurs expérimentés s'étant démarqués dans le domaine de la recherche biomédicale, dans un des états membres du Conseil de l'Europe. Leur but n'est pas uniquement de reconnaître le travail de recherche accompli, mais d'encourager de nouveaux projets novateurs et le progrès dans le domaine. Les prix sont décernés à des membres actifs du corps de recherche, dont les efforts scientifiques sont concentrés sur la recherche biomédicale. Lorsque la recherche concernée par un des prix se rapporte de manière plus ou moins spécifiquement à l'application pratique de combat contre une maladie humaine, un des prix Louis-Jeantet est converti en un prix Jeantet-Collen pour la médecine translationnelle, prix soutenus par de généreuses donations de Désiré Collen.
Les domaines de recherche particuliers dans lesquels les prix ont été décernés sont la physique, la biophysique, la biologie structurale, la biochimie, la biologie cellulaire et moléculaire, la biologie développementale et génétique ; les lauréats ont travaillé dans les domaines de l'immunologie, la virologie, la bactériologie, la neurobiologie, l'épidémiologie clinique et la biochimie structurale.
Les prix sont dotés de 1,4 million de francs suisses. La somme disponible par lauréat est de 500 000 francs, desquels 450 000 doivent être utilisés à des fins de financement de la recherche. Le solde de 50 000 francs est donné au lauréat à titre personnel.

## Lauréats
Liste des lauréats :
- 1986 : Luc Montagnier, Michael Berridge, Désiré Collen
- 1987 : Sydney Brenner, Walter Gehring, Dominique Stehelin
- 1988 : Rolf Zinkernagel, John Skehel, Bert Sakmann
- 1989 : Roberto Poljak, Walter Schaffner, Greg Winter
- 1990 : Nicole Le Douarin, Harald von Boehmer, Gottfried Schatz
- 1991 : Pierre Chambon, Frank Grosveld, Hugh Pelham
- 1992 : Paul Nurse, Christiane Nüsslein-Volhard, Alain Townsend
- 1993 : Jean-Pierre Changeux, Richard Henderson, Kurt Wüthrich
- 1994 : Thierry Boon, Jan Holmgren, Philippe Sansonetti
- 1995 : Dirk Bootsma et Jan Hoeijmakers, Peter Goodfellow et Robin Lovell-Badge, Peter Gruss
- 1996 : Björn Dahlbäck, Ulrich K. Laemmli, Nigel Unwin
- 1997 : Philip Cohen, Kim Nasmyth, Richard Peto
- 1998 : Denis Duboule, Walter Keller, Ronald Laskey
- 1999 : Adrian P. Bird, Herbert Jäckle, Jean-Louis Mandel
- 2000 : Konrad Basler, Thomas J. Jentsch, Ueli Schibler
- 2001 : Alain Fischer, Iain W. Mattaj, Alfred Wittinghofer
- 2002 : Timothy J. Richmond, Richard Treisman, Karl Tryggvason
- 2003 : Wolfgang Baumeister, Riitta Hari, Nikos K. Logothetis
- 2004 : Hans Clevers, Alec J. Jeffreys
- 2005 : Alan Hall, Svante Pääbo
- 2006 : Kari Alitalo, Christine Petit
- 2007 : Venkatraman Ramakrishnan, Stephen C. West
- 2008 : Pascale Cossart, Jürg Tschopp
- 2009 : Michael N. Hall, Peter J. Ratcliffe
- 2010 : Michel Haïssaguerre, Austin Smith
- 2011 : Stefan Jentsch, Edvard Moser, May-Britt Moser
- 2012 : Matthias Mann, Fiona Powrie
- 2013 : Michael Stratton, Peter Hegemann, Georg Nagel
- 2014 : Elena Conti, Denis Le Bihan
- 2015 : Emmanuelle Charpentier[3], Rudolf Zechner
- 2016 : Andrea Ballabio, John Diffley
- 2017 : Silvia Arber, Caetano Reis e Sousa[4]
- 2018 : Christer Betsholtz, Antonio Lanzavecchia
- 2019 : Luigi Naldini, Botond Roska
- 2020 : Erin Schuman, Michele De Luca, Graziella Pellegrini
- 2021 : Patrick Cramer[5], Jérôme Galon, Ton Schumacher
- 2022 : Carol V. Robinson[6], Uğur Şahin, Özlem Türeci, Katalin Karikó[7],[8]

- 2023 : Dario Alessi (en), Ivan Đikić (en), Brenda Schulman (en)